# György Kutasi
György Kutasi (né Kusinszky le 16 septembre 1910 à Fiume, mort le 29 juin 1977 à Melbourne, en Australie) est un joueur de water-polo hongrois, gardien de but, champion olympique en 1936 à Berlin.
- CIO
- Comité olympique hongrois
- Olympedia